# (400) Ducrosa
Ducrosa és el nom que rep l'asteroide número 400, situat al cinturó d'asteroides. Fou descobert per l'astrònom Auguste Charlois des de l'observatori de Niça (França), el 15 de març del 1895.